# جاي كويتونجو
جاي كويتونجو (بالإنجليزية: Jai Quitongo) هو لاعب كرة قدم بريطاني في مركز نصف الجناح، ولد في 14 سبتمبر 1997 في Wishaw ‏ في المملكة المتحدة. لعب مع نادي غرينوك مورتون وهاميلتون أكاديميكال.

## وصلات خارجية
- جاي كويتونجو على موقع الاتحاد الإسكتلندي (الإنجليزية)
- جاي كويتونجو على موقع قاعدة بيانات كرة القدم.إي يو (الإنجليزية)
- جاي كويتونجو على موقع Soccerbase.com (لاعب) (الإنجليزية)